# ANAウイングス
ANAウイングス株式会社（エーエヌエーウイングス、英: ANA WINGS CO., LTD.）は、ANAグループの航空会社である。小型ジェット旅客機やプロペラ旅客機を使用して北は北海道の稚内空港、南は沖縄県の石垣空港まで日本全国をカバーしており、ANA国内線全体の約半分を占めている。スターアライアンスのマイレージを貯めることができる。

## 概要
2010年10月1日、全日本空輸（旧社。現：ANAホールディングス）の子会社であったエアーニッポンネットワークが、エアーネクスト、エアーセントラルと統合し発足した。その後、利用者の減少が止まらず、2017年には国土交通省持続可能な地域航空のあり方に関する研究会（座長竹内健蔵東京女子大学教授）で機体の共同保有や、将来の経営統合などを内容とする報告書が出された。しかし、羽田をはじめとする混雑空港に乗り入れていると共に北海道から沖縄まで全国規模で運航していることから、他の持続可能な地域航空の対象エアラインとは路線構成が違う。

## 沿革
- 2010年10月1日 : 株式会社エアーニッポンネットワークが、エアーネクスト、エアーセントラルを合併、ANAウイングス株式会社に商号した[2]。
- 2011年1月5日 : 大阪/伊丹 - 大館能代、萩・石見、佐賀線、名古屋/中部 - 米子、徳島線を廃止。
- 2012年 : Bombardier Airline Reliability Performance Awards 2012（アジア・リージョナル定時出発率）を受賞。
- 2013年3月7日 : 石垣発着便を（旧）石垣空港から新石垣空港に移管。
- 2014年3月31日 : 東京/羽田 - 三宅島線を廃止と同時にボンバルディアDHC-8-Q300型機が退役。
- 2020年6月14日：福岡発羽田行きANA254便を最後にボーイング737-500が退役。
- 2021年6月27日：岡山発羽田行きANA654便を最後にボーイング737-700が退役。

## 運航機材
| 機材                     | 運航機材数 | 座席数 | エンジン        | 備考 |
| ------------------------ | ---------- | ------ | --------------- | --- |
| ボンバルディアDHC-8-Q400 | 24         | Y74    | PWC PW150A      | オリエンタルエアブリッジとの共通事業機 うち2機（2020年3月から3機）は同社で運航される エアーニッポンネットワークから移管 |
| ボーイング737-800        | 39         | C8Y158 | CFMI CFM56-7B24 | 全日本空輸との共通事業機                                                                                                |
| 合計                     | 65         |        |                 | |

以下の機材で運航されている（括弧内は以前の所属航空会社）
- ボンバルディアDHC-8-Q400（エアーニッポンネットワーク、エアーセントラル）

以下はANA本体との共通事業機
- ボーイング737-800（時刻表では73Hと記述）

| ANAウイングス ボンバルディアDHC-8-Q400 運用中機材一覧 | ANAウイングス ボンバルディアDHC-8-Q400 運用中機材一覧 | ANAウイングス ボンバルディアDHC-8-Q400 運用中機材一覧 | ANAウイングス ボンバルディアDHC-8-Q400 運用中機材一覧                    |
| 機体番号                                              | 製造番号                                              | 受領年月日                                            | 備考                                                                     |
| ----------------------------------------------------- | ----------------------------------------------------- | ----------------------------------------------------- | ------------------------------------------------------------------------ |
| JA841A                                                | 4080                                                  | 2003年07月24日                                        | 胴体後部に「DHC-8-400（改行）ANA WINGS」と表記                           |
| JA842A                                                | 4082                                                  | 2003年10月28日                                        | エンジン部分に「ANA WINGS」と表記                                        |
| JA843A                                                | 4084                                                  | 2004年01月13日                                        | 胴体後部に「DHC-8-400（改行）ANA WINGS」と表記                           |
| JA844A                                                | 4091                                                  | 2004年05月31日                                        | 胴体後部に「DHC-8-400（改行）ANA WINGS」と表記                           |
| JA845A                                                | 4096                                                  | 2004年11月15日                                        | エンジン部分に「ANA WINGS」と表記                                        |
| JA846A                                                | 4097                                                  | 2004年12月03日                                        | 胴体後部に「DHC-8-400（改行）ANA WINGS」と表記                           |
| JA847A                                                | 4099                                                  | 2005年02月01日                                        | 胴体後部に「DHC-8-400（改行）ANA WINGS」と表記                           |
| JA848A                                                | 4102                                                  | 2005年04月21日                                        | エンジン部分に「ANA WINGS」と表記                                        |
| JA850A                                                | 4108                                                  | 2005年09月08日                                        | エンジン部分に「ANA WINGS」と表記                                        |
| JA851A                                                | 4109                                                  | 2005年10月28日                                        | エンジン部分に「ANA WINGS」と表記                                        |
| JA852A                                                | 4131                                                  | 2006年09月21日                                        | エンジン部分に「ANA WINGS」と表記                                        |
| JA853A                                                | 4135                                                  | 2006年11月07日                                        | エンジン部分に「ANA WINGS」と表記                                        |
| JA854A                                                | 4151                                                  | 2007年03月27日                                        | エンジン部分に「ANA WINGS」と表記                                        |
| JA855A                                                | 4292                                                  | 2010年02月08日                                        | エンジン部分に「ANA WINGS」と表記                                        |
| JA856A                                                | 4335                                                  | 2010年11月05日                                        | エンジン部分に「ANA WINGS」と表記                                        |
| JA857A                                                | 4362                                                  | 2011年05月20日                                        | エンジン部分に「ANA WINGS」と表記                                        |
| JA858A                                                | 4385                                                  | 2011年10月27日                                        | エンジン部分に「ANA WINGS」と表記                                        |
| JA859A                                                | 4401                                                  | 2012年03月15日                                        | エンジン部分に「ANA WINGS」と表記                                        |
| JA460A                                                | 4416                                                  | 2012年08月10日                                        | 胴体後部に「DHC-8-400（改行）ANA WINGS」と表記                           |
| JA461A                                                | 4430                                                  | 2013年01月24日                                        | 胴体後部に「DHC-8-400（改行）ANA WINGS」と表記、ANA Future Promise塗装機 |
| JA462A                                                | 4443                                                  | 2013年07月08日                                        | エンジン部分に「ANA WINGS」と表記                                        |
| JA463A                                                | 4558                                                  | 2017年07月05日                                        | エンジン部分に「ANA WINGS」と表記                                        |
| JA464A                                                | 4565                                                  | 2017年10月03日                                        | エンジン部分に「ANA WINGS」と表記                                        |
| JA465A                                                | 4571                                                  | 2017年12月12日                                        | エンジン部分に「ANA WINGS」と表記                                        |

| ANAウイングス ボーイング737-800 運用中機材一覧 | ANAウイングス ボーイング737-800 運用中機材一覧 | ANAウイングス ボーイング737-800 運用中機材一覧 | ANAウイングス ボーイング737-800 運用中機材一覧 | ANAウイングス ボーイング737-800 運用中機材一覧 | ANAウイングス ボーイング737-800 運用中機材一覧          |
| 機体番号                                       | 型式                                           | 製造番号                                       | 受領年月日                                     | ウィングレット                                 | 備考                                                    |
| ---------------------------------------------- | ---------------------------------------------- | ---------------------------------------------- | ---------------------------------------------- | ---------------------------------------------- | ------------------------------------------------------- |
| JA51AN                                         | Boeing B737-881                                | 33886                                          | 2008年05月20日                                 | 文字入り                                       | 胴体後部に「ANA WINGS」と表記、元スターアライアンス塗装 |
| JA52AN                                         | Boeing B737-881                                | 33887                                          | 2008年06月20日                                 | 文字入り                                       | 胴体後部に「ANA WINGS」と表記                           |
| JA53AN                                         | Boeing B737-881                                | 33891                                          | 2008年12月16日                                 | 単色                                           |                                                         |
| JA54AN                                         | Boeing B737-881                                | 33890                                          | 2009年03月12日                                 | 単色（左）/文字入り（右）                      |                                                         |
| JA55AN                                         | Boeing B737-881                                | 33892                                          | 2009年05月21日                                 | 単色                                           |                                                         |
| JA56AN                                         | Boeing B737-881                                | 33893                                          | 2009年06月16日                                 | 単色                                           | 胴体後部に「ANA WINGS」と表記                           |
| JA57AN                                         | Boeing B737-881                                | 33894                                          | 2009年09月15日                                 | 単色                                           | 胴体後部に「ANA WINGS」と表記                           |
| JA58AN                                         | Boeing B737-881                                | 33895                                          | 2009年10月14日                                 | 文字入り                                       | 胴体後部に「ANA WINGS」と表記、EXPO2025 ANA JET         |
| JA59AN                                         | Boeing B737-881                                | 33896                                          | 2009年12月10日                                 | 単色                                           | 胴体後部に「ANA WINGS」と表記                           |
| JA60AN                                         | Boeing B737-881                                | 33897                                          | 2010年01月06日                                 | 文字入り                                       | 胴体後部に「ANA WINGS」と表記                           |
| JA61AN                                         | Boeing B737-881                                | 33898                                          | 2010年08月26日                                 | 単色                                           |                                                         |
| JA62AN                                         | Boeing B737-881                                | 33899                                          | 2010年09月28日                                 | 単色                                           |                                                         |
| JA63AN                                         | Boeing B737-881                                | 33901                                          | 2010年10月29日                                 | 単色                                           |                                                         |
| JA64AN                                         | Boeing B737-881                                | 33902                                          | 2010年11月22日                                 | 単色                                           |                                                         |
| JA65AN                                         | Boeing B737-881                                | 33903                                          | 2010年12月21日                                 | 単色                                           | 胴体後部に「ANA WINGS」と表記                           |
| JA66AN                                         | Boeing B737-881                                | 33909                                          | 2011年04月08日                                 | 単色                                           |                                                         |
| JA68AN                                         | Boeing B737-881                                | 33910                                          | 2012年08月29日                                 | 文字入り                                       | 胴体後部に「ANA WINGS」と表記                           |
| JA69AN                                         | Boeing B737-881                                | 33912                                          | 2012年10月31日                                 | 文字入り                                       | 胴体後部に「ANA WINGS」と表記                           |
| JA70AN                                         | Boeing B737-881                                | 33913                                          | 2012年12月19日                                 | 文字入り                                       |                                                         |
| JA71AN                                         | Boeing B737-881                                | 33914                                          | 2013年02月05日                                 | 文字入り                                       |                                                         |
| JA72AN                                         | Boeing B737-881                                | 33915                                          | 2013年04月16日                                 | 文字入り                                       |                                                         |
| JA73AN                                         | Boeing B737-881                                | 33916                                          | 2013年08月14日                                 | 文字入り                                       | 胴体後部に「ANA WINGS」と表記                           |
| JA74AN                                         | Boeing B737-881                                | 33905                                          | 2013年10月09日                                 | 単色                                           |                                                         |
| JA75AN                                         | Boeing B737-881                                | 33906                                          | 2014年04月03日                                 | 単色                                           |                                                         |
| JA76AN                                         | Boeing B737-881                                | 33907                                          | 2014年05月22日                                 | 文字入り                                       |                                                         |
| JA77AN                                         | Boeing B737-881                                | 33908                                          | 2014年07月09日                                 | 文字入り                                       |                                                         |
| JA78AN                                         | Boeing B737-881                                | 44556                                          | 2014年08月07日                                 | 単色                                           |                                                         |
| JA79AN                                         | Boeing B737-881                                | 44557                                          | 2014年09月30日                                 | 文字入り                                       |                                                         |
| JA80AN                                         | Boeing B737-881                                | 44558                                          | 2014年12月19日                                 | 文字入り                                       |                                                         |
| JA81AN                                         | Boeing B737-881                                | 44559                                          | 2015年03月25日                                 | 文字入り                                       | 胴体後部に「ANA WINGS」と表記                           |
| JA82AN                                         | Boeing B737-881                                | 62637                                          | 2015年11月26日                                 | 単色                                           |                                                         |
| JA83AN                                         | Boeing B737-881                                | 62638                                          | 2015年12月22日                                 | 単色                                           |                                                         |
| JA84AN                                         | Boeing B737-881                                | 62639                                          | 2016年01月13日                                 | 単色                                           |                                                         |
| JA85AN                                         | Boeing B737-881                                | 62640                                          | 2016年02月10日                                 | 単色                                           | 元東北FLOWER JET                                        |
| JA86AN                                         | Boeing B737-881                                | 62641                                          | 2016年03月30日                                 | 単色                                           |                                                         |
| JA87AN                                         | B737-8AL                                       | 64874                                          | 2018年08月28日                                 | 文字入り                                       |                                                         |
| JA88AN                                         | B737-8AL                                       | 64875                                          | 2018年09月13日                                 | 文字入り（左）/単色（右）                      |                                                         |
| JA89AN                                         | B737-8AL                                       | 64877                                          | 2018年11月16日                                 | 文字入り                                       |                                                         |
| JA90AN                                         | B737-8AL                                       | 64878                                          | 2018年12月20日                                 | 文字入り                                       |                                                         |

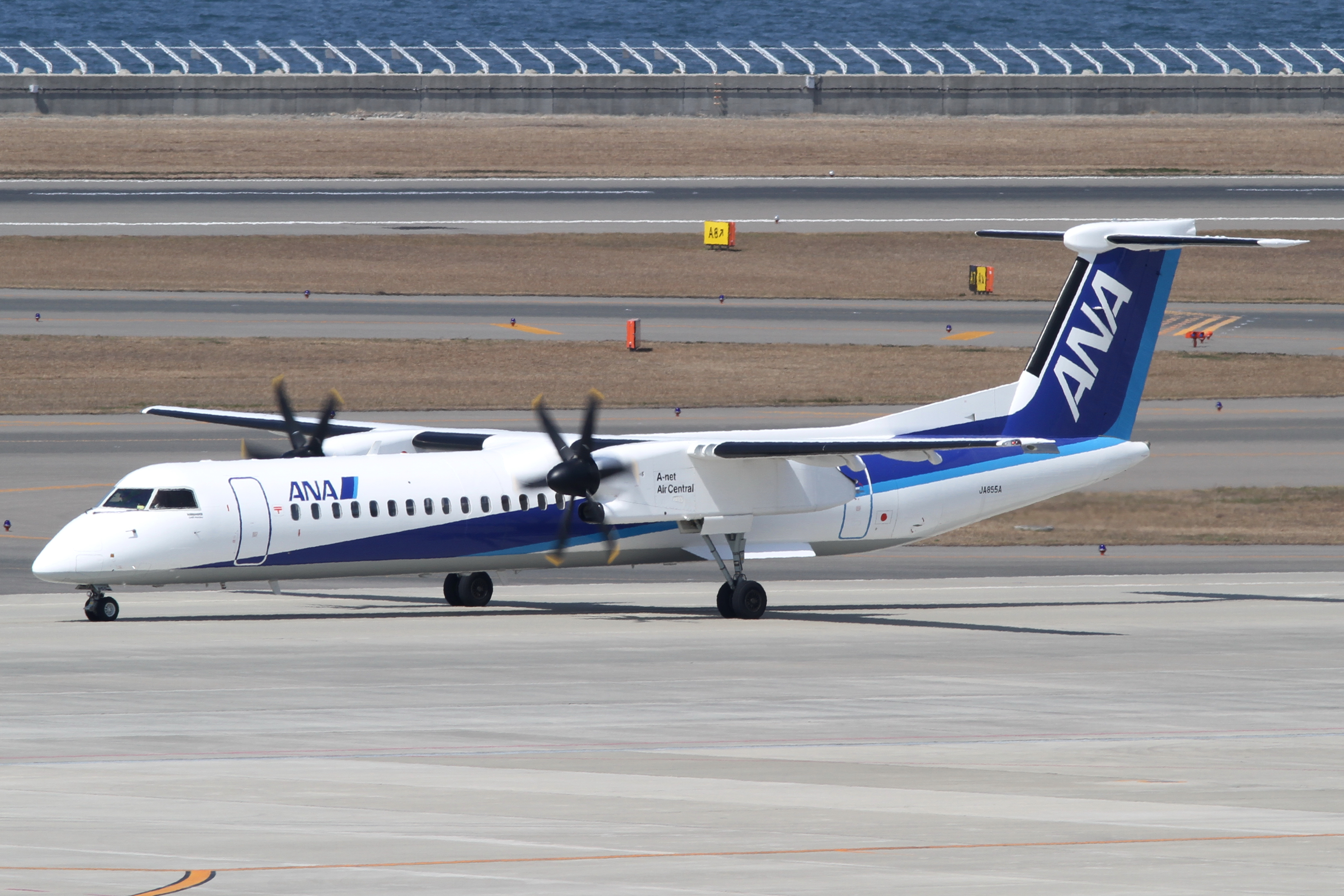
ボンバルディア DHC-8-Q400
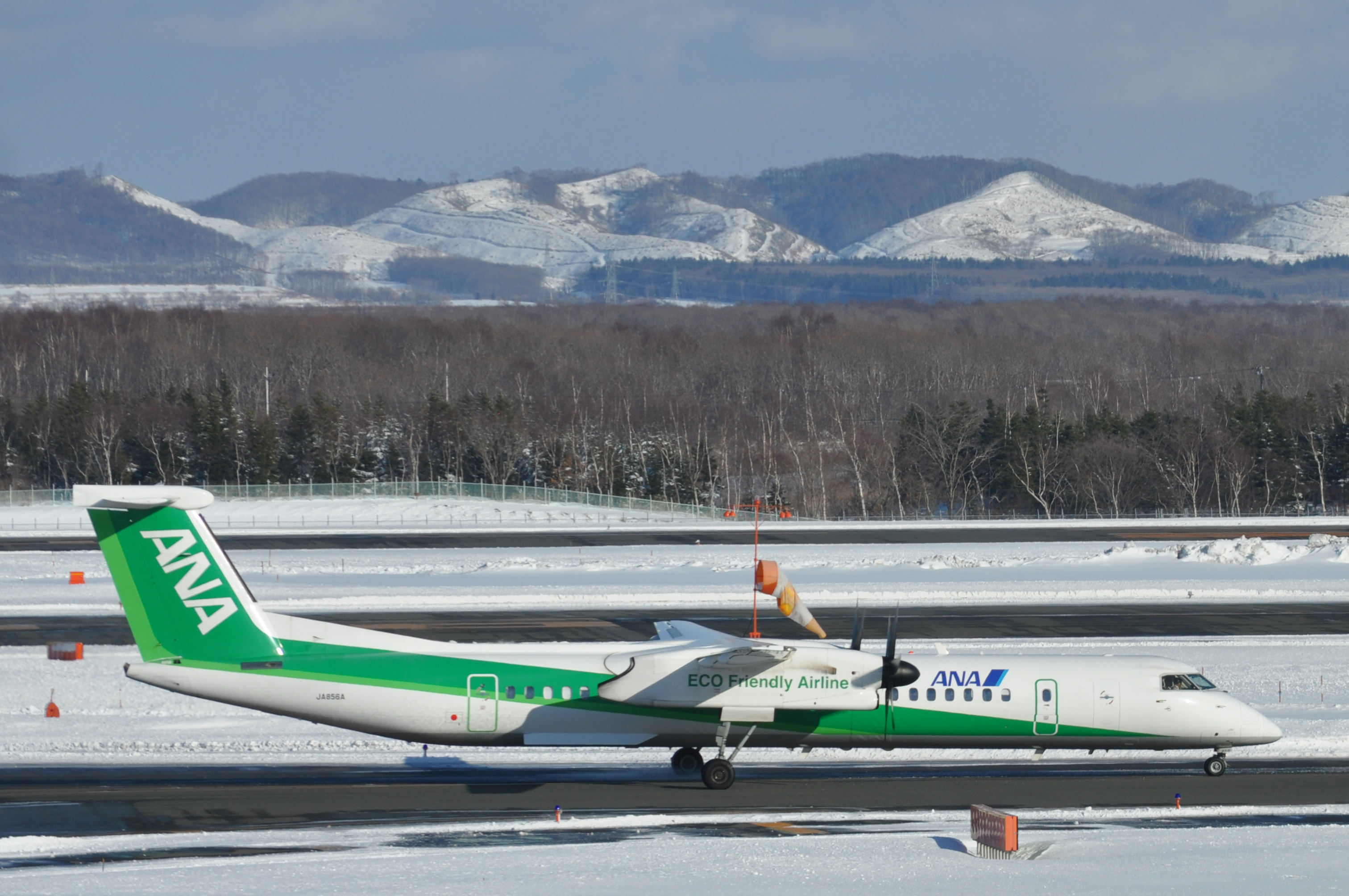
ボンバルディア DHC-8-Q400 「エコボン」[9]特別塗装機（現在は全て通常塗装に塗り替え済み）
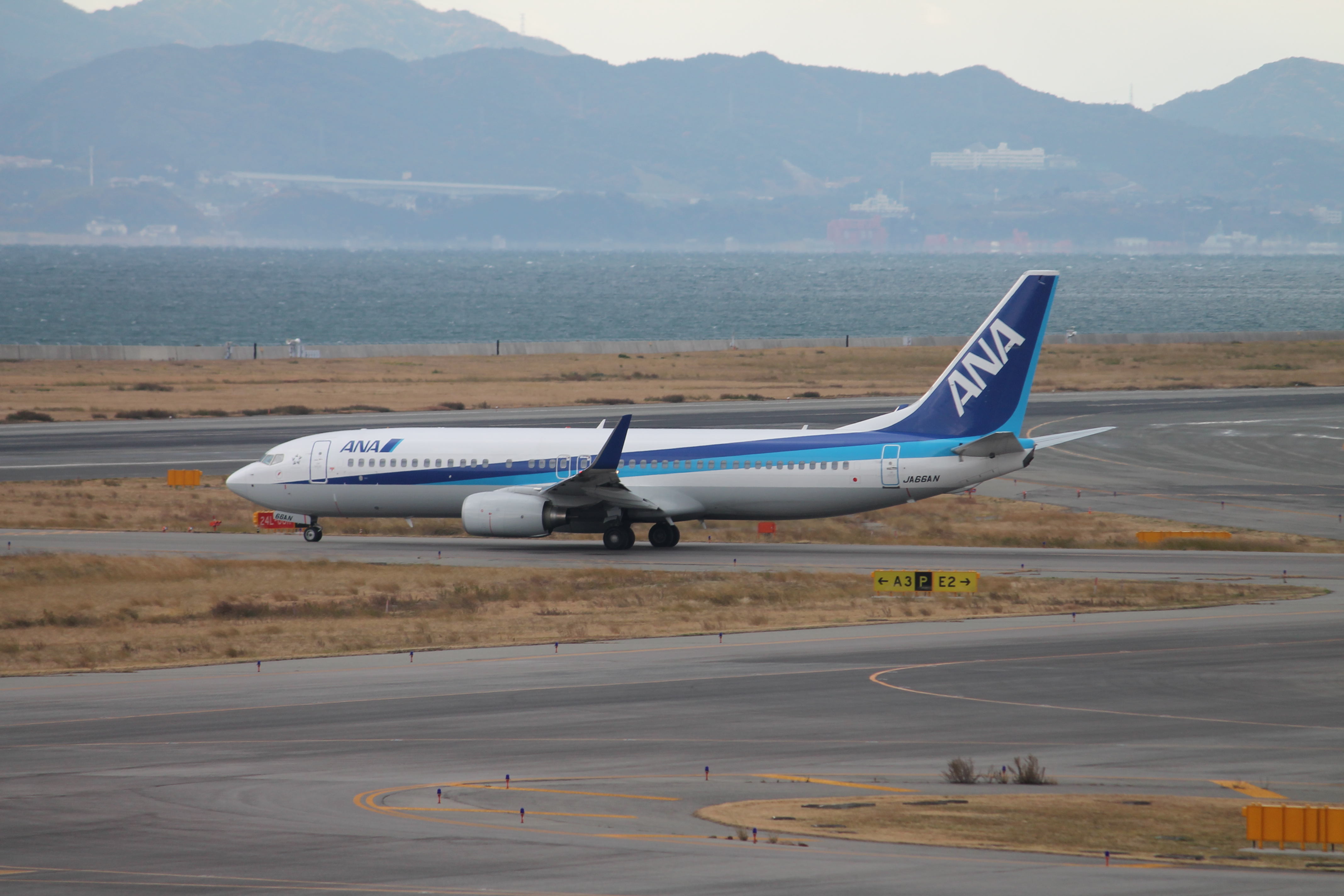
ボーイング737-800

### 機体塗装
ANAのトリトンブルーがベース。
ボンバルディアDHC-8-Q400には、エンジン部分に「ANA WINGS」と表記されている機体と、胴体後部に「DHC-8-400（改行）ANA WINGS」と表記されている機体がある。
2020年6月14日まで運航されていたボーイング737-500には旧・エアーニッポンの同型機と同様に、エンジンカウルにイルカのイラスト（愛称「スーパードルフィン」）が描かれていた。
2010年11月19日から2018年3月12日までの間、ANAがエコファースト企業であることをPRする緑色の塗装を施したボンバルディアDHC-8-Q400「エコボン」3機（JA856A~JA858A）が就航していた。現在は通常塗装になっている。
2023年10月23日からは「ANA Future Promise」をテーマとした同型機の運航を「ANA Future Promise Prop」としてJA461Aに拡大、先代「エコボン」に近い塗装に「水と緑」をモチーフとしたデザイン追加して、株式会社ニコンの技術協力のもと、空気抵抗低減等の「サメ肌効果」が期待されるリブレット加工を施したフィルムを気流を整えるために装備された同型機特有の整流板に貼付し、空気抵抗低減およびCO2排出量削減と本技術の耐久性等を検証。また、機内サービスにおいてホタテ貝殻の再利用素材「カラスチック」で作られた「安全のしおり」やANA Future Promiseをテーマにした絵本、青森県産のりんごで作ったジュースの搾りかすをヴィーガンレザーに使用したヘッドレストカバーを該当機で提供している。
2020年10月に会社統合設立10周年を迎え、およそ1年間、737-800（JA86AN～JA90AN）とDHC-8-Q400（JA461A～JA465A）それぞれ5機ずつ計10機の機体前方左右に設立10周年記念デカールを貼付し運航される。

### 導入予定機材
- ボーイング737 MAX 8（ボーイング737-8）（2025年以降受領予定）
  - 日本の航空会社として初の737MAX導入となる見込み。2019年からの該当機種事故及び安全証明トラブルにより納入が遅延している。
- デ・ハビランド・カナダ DHC-8-400
  - 2025年以降、デ・ハビランド・カナダ社（ボンバルディア社から権利買い取り2018年新生設立）の責任下で整備・改修が実施後引き渡されるメーカー認定中古機を7機追加導入予定[12]。

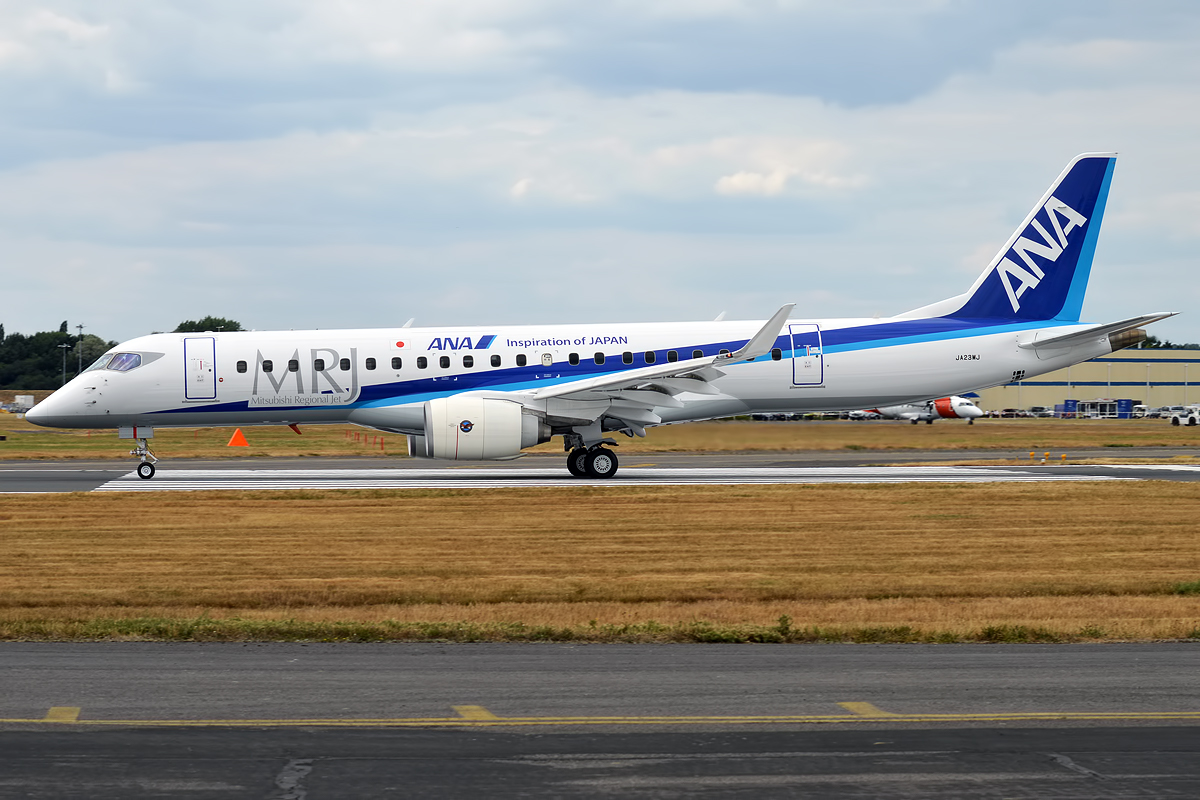
Mitsubishi SpaceJet ANAデモ塗装（旧MRJ）

### 退役機材
- ボンバルディアDHC-8-Q300（2014年3月31日を最後に運航終了。同時に同機が充当されていた羽田₋三宅島線を廃止。）
- ボーイング737-500（2020年6月14日を最後に運航終了。なお、JA301Kのみ訓練機材として羽田空港残留。）[13]
- ボーイング737-700（2021年6月27日を最後に運航終了。）

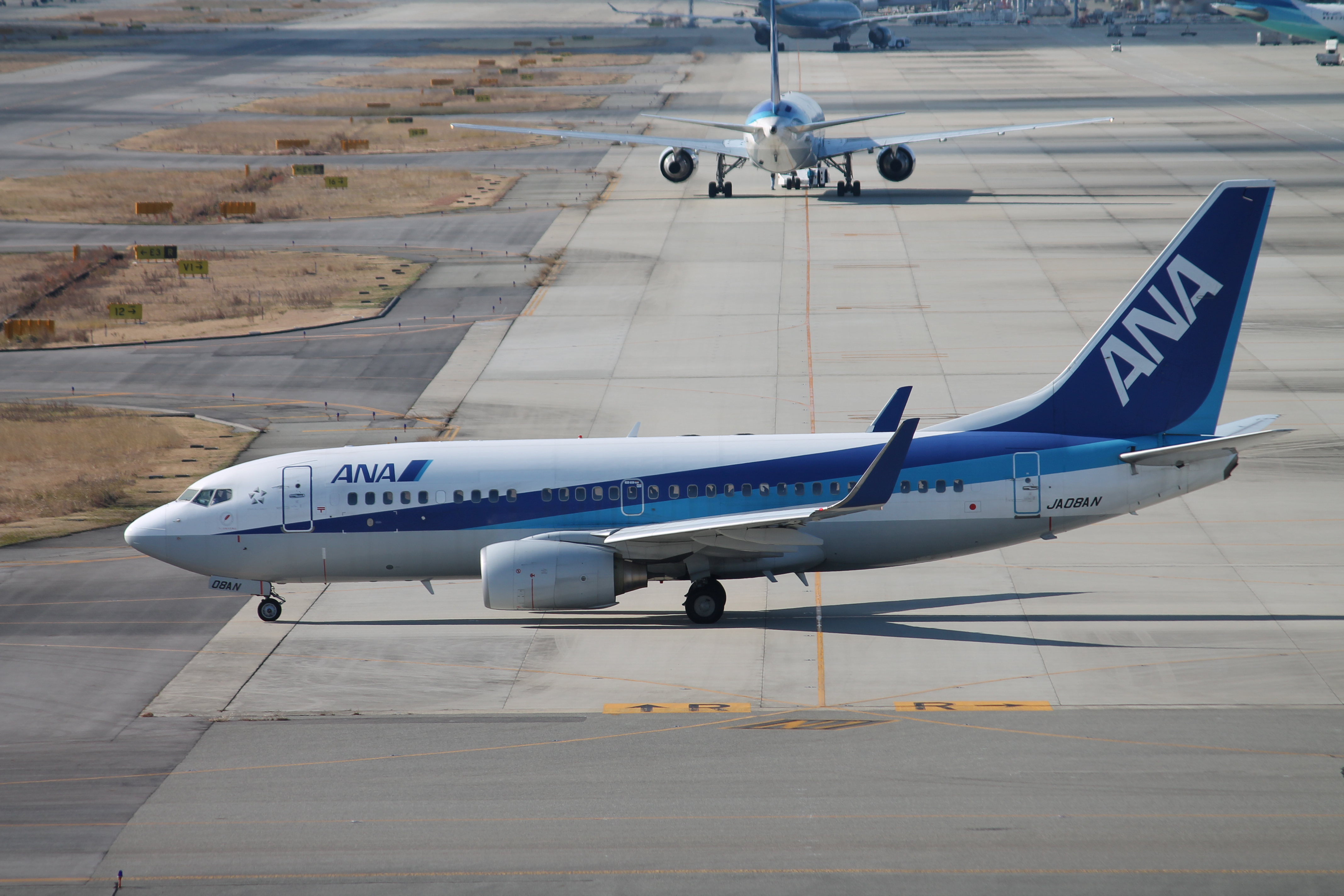
ボーイング737-700
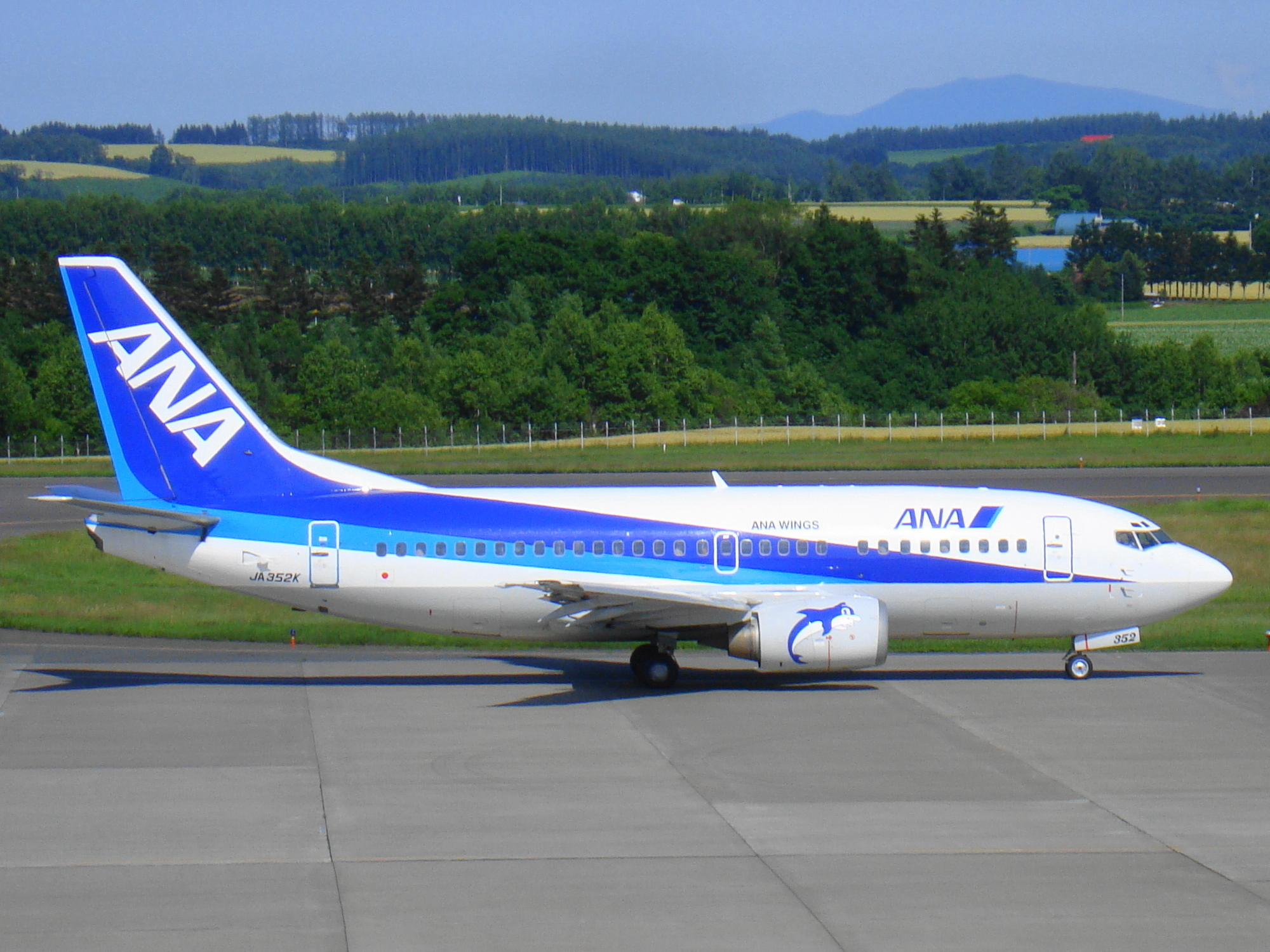
ボーイング737-500
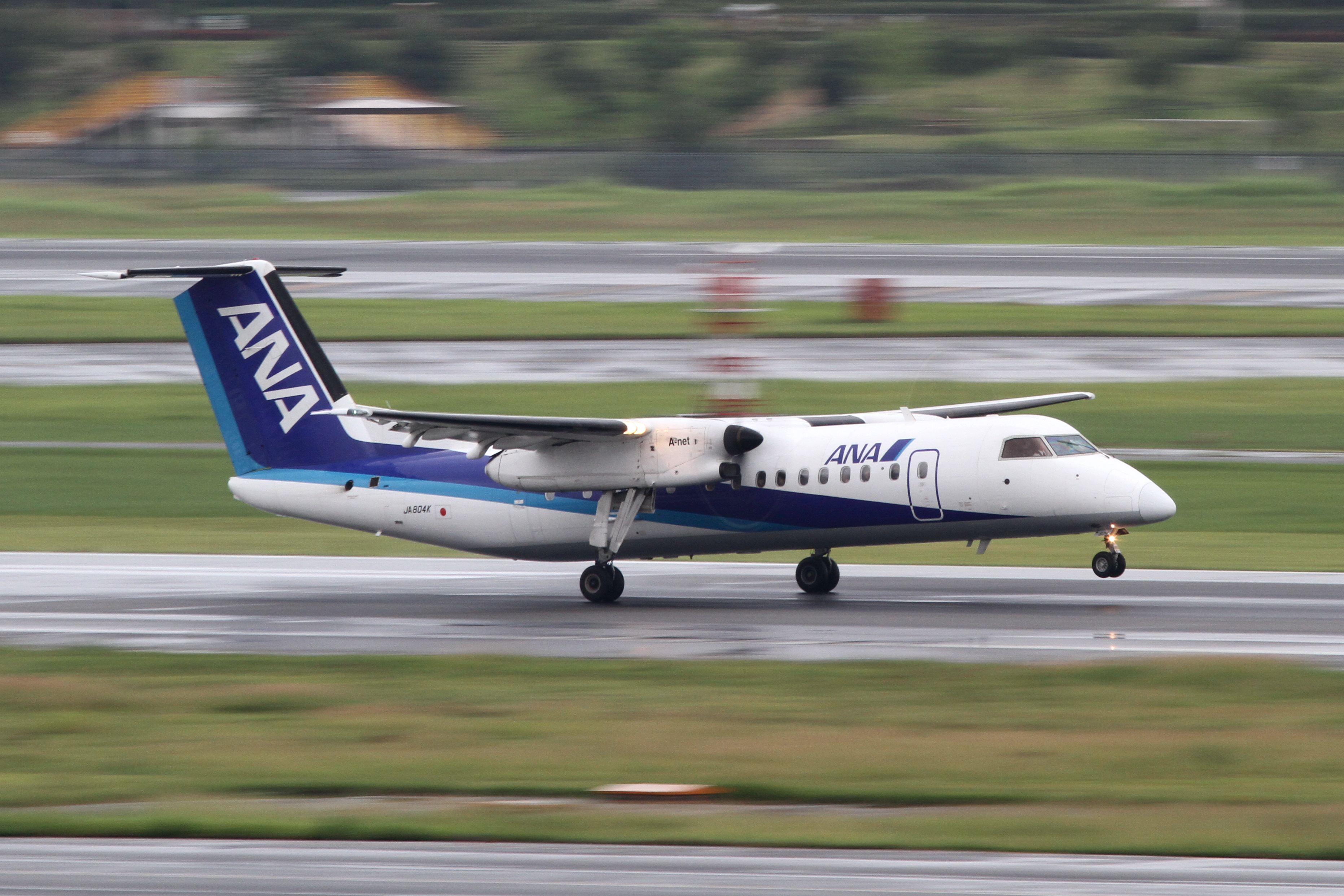
DHC-8-300

## 主な運航路線
2024年現在
- 東京/羽田 - 札幌/新千歳、稚内、紋別、中標津、釧路、函館、大館能代、秋田、庄内、八丈島、富山、小松、能登、名古屋/中部、大阪/伊丹、大阪/関西、神戸、鳥取、米子、石見、岡山、広島、岩国、高松、徳島、高知、福岡、佐賀、大分、宮崎、鹿児島、沖縄/那覇
- 東京/成田 - 札幌/新千歳、大阪/伊丹、名古屋/中部
- 大阪/伊丹 - 札幌/新千歳、青森、秋田、仙台、福島、新潟、松山、高知、福岡、大分、長崎、熊本、宮崎、鹿児島
- 大阪/関西 - 札幌/新千歳、沖縄/那覇 、宮古
- 名古屋/中部 - 札幌/新千歳、女満別（季節運航）、旭川（季節運航）、函館（季節運航）、仙台、松山、福岡、熊本、長崎、鹿児島、沖縄/那覇、宮古、石垣
- 札幌/新千歳 - 稚内、利尻（季節運航）、女満別、中標津、釧路、函館、青森、秋田、仙台、福島、新潟、富山、小松、静岡（繁忙期期間運航）、神戸、岡山、広島
- 福岡 - 小松、対馬、五島福江、宮崎、沖縄/那覇
- 沖縄/那覇 - 新潟（季節運航）、静岡（繁忙期期間運航）、岩国、松山、熊本、宮古、石垣

旧エアーセントラルが貨物の取り扱いを行っていなかったため、一部の運航便では貨物搭載ができない。今後737MAX導入など機材の拡充、国際線を導入予定。